# 용재현
용재현 (龍齎弦, 1988년 7월 19일 ~ )은 대한민국의 축구 선수로서 포지션은 수비수이다. 2015년 용현진이라는 이름에서 현재의 이름으로 개명하였다.